# Страндваллен
Страндваллен (швед. Strandvallen) — многофункциональный стадион в шведском городе Хеллевик, домашняя арена футбольного клуба «Мьельбю». Построен в 1953 году и неоднократно перестраивался. На данный момент вмещает 7 500 зрителей. Кроме основного футбольного поля, на Страндваллене есть дополнительное, обнесённое шестиметровым забором, и разнообразные спортивные площадки.

## История
В 1941 году было принято решение о покупке клубом «Мьельбю» у фермера Акселя Бенгтссона земли для размещения на ней футбольного стадиона. В силу многих причин открытие стадиона в относительно современном виде состоялось лишь в 1953 году. 28 июня того года в матче открытия хозяева поля встретились с немецким клубом «Германиа Лер» (Germania Leer) и победили с разгромным счетом 4-1.
В 1966 году стадион был передан во владение коммуны Сельвесборг при условии, что «Мьельбю» будет арендовать его бесплатно на протяжении 20 лет. Рекорд посещаемости арены был установлен 13 апреля 1980 года в матче между «Мьельбю» и «Кальмаром». Эту игру посетило 8 438 зрителей. Этот сезон был дебютным для клуба в Аллсвенскане, однако удержаться в высшем дивизионе ФК «Мьельбю» не смог и вернулся туда три года спустя. К повышению команды в классе в 1983 году приурочили и улучшение стадиона: была проведена работа по удобному устройству автостоянок и подъездных дорог вокруг арены.
Однако крупнейшие видоизменения стадион получил в 2000-х годах. В 2002 году была проведена глобальная реконструкция, после которой вместимость стадиона составила 7 500 мест, среди которых 1137 сидячих, 50 для представителей СМИ и 20 мест для инвалидов. Проект реконструкции был оценен в 5 миллионов крон. Главная трибуна раскрашена в цвета клуба «Мьельбю» и имеет бо́льший угол наклона, чем трибуна на противоположной стороне. В 2008 году остро встал вопрос отсутствия искусственного освещения на стадионе, без которого раньше удавалось обходиться, однако новые требования к спортивным аренам клубов высшего дивизиона Швеции требовали его наличия. 13 мая 2008 года к матчу между «Мьельбю» и «Эргрюте» электрическое освещение стадиона было уже готово. За время проведения чемпионата мира 2010 года Страндваллен претерпел значительные видоизменения: была заменена канализационная и оросительная системы, установлен подогрев поля и перестелен газон. Кроме того, была обустроена новая торцевая крытая трибуна с 979 индивидуальными пластиковыми сидениями, а общая вместимость стадиона по требованию Шведского футбольного союза была уменьшена с 7 500 до 7 000 зрителей. Стоимость работ по предварительным подсчётам была оценена в 9 миллионов крон. В 2012 году было дополнительно построена северная трибуна на 580 зрительских мест, над которыми была возведена крыша.